# 聖ヨハネ騎士団によるアメリカ大陸の植民地化
聖ヨハネ騎士団によるアメリカ大陸の植民地化（せいヨハネきしだんによるアメリカたいりくのしょくみんちか）では、聖ヨハネ騎士団（マルタ騎士団）が17世紀中盤にカリブ海に所有していた植民地の歴史について述べる。総長ジョヴァンニ・パオロ・ラスカリスの指導のもと、地中海のマルタ島を拠点とする聖ヨハネ騎士団は、現在のセントクリストファー島、セント・マーチン島、サン・バルテルミー島、セント・クロイ島にあたる4島を獲得し、14年間にわたり保持した。本項では、フランスによるアメリカ大陸の植民地化にかかわった聖ヨハネ騎士団員についても述べる。 

## 概要
聖ヨハネ騎士団がカリブ海に進出したきっかけは、騎士団員の多くがフランス貴族出身で、フランスと深い関係を有していたことにあった。フランスがアメリカ大陸で獲得した植民地では、少なくない数の聖ヨハネ騎士団員がフランスの役人として統治に携わっていた。例えば騎士団による植民地獲得の中心となったフィリップ・ド・ロンヴィレール・ド・ポワンシーは、聖ヨハネ騎士団員であるとともにカリブ海のフランス植民地の総督でもあった。1651年、ポワンシーは騎士団を説得し、破産したフランスの勅許会社アメリカ諸島会社から4島を買い取って、自ら1660年に死去するまで統治した。この間、騎士団は植民地の所有者として振舞ったが、フランス王ルイ14世はあくまでも4島の宗主権を主張し続けた。実際には、ポワンシーはその両者からも独立した立場を築いていた。1665年、聖ヨハネ騎士団は新設されたフランス西インド会社に4島の権利を売却し、アメリカ植民地経営から撤退した。

## 背景
フランスによるアメリカ大陸の植民地化初期から、聖ヨハネ騎士団員たちはヌーベルフランスやフランス領アンティルで高い地位を築いていた。騎士団も、当時は大部分がフランス貴族出身であり、フランス海軍の士官は聖ヨハネ騎士団の海軍で訓練を受けていた。アカディアで活動したAymar Chasteやイザーク・ド・ラジリー、ケベックで活動したシャルル・ド・モンマニーらのように、初期フランス植民地統治には多くの聖ヨハネ騎士団員が関わっていた。1635年、ラジリーはアカディアに小修道院を建てるという計画を聖ヨハネ騎士総長アントワーヌ・ド・ポールに提案したが、却下された。
次の騎士団総長ジョヴァンニ・パオロ・ラスカリスは、植民地獲得により積極的だった。1642/3年、ラスカリスはヌベールフランスで改宗したアベナキ族の者の代父となっている。洗礼式には、ラスカリスの代理としてモンマニーが参加した。
後に聖ヨハネ騎士団植民地の立役者となるフィリップ・ド・ロンヴィレール・ド・ポワンシーも、似たようなフランス植民地で働いていた。地中海でオスマン帝国との戦争に参加し、ヨーロッパ大陸では1627年のサン・マルタン・ド・レ包囲戦やラ・ロシェル包囲戦に参加しつつ、その合間にはアカディアのラジリーのもとで要塞守備の任にもついていた。

## 聖ヨハネ騎士団植民地

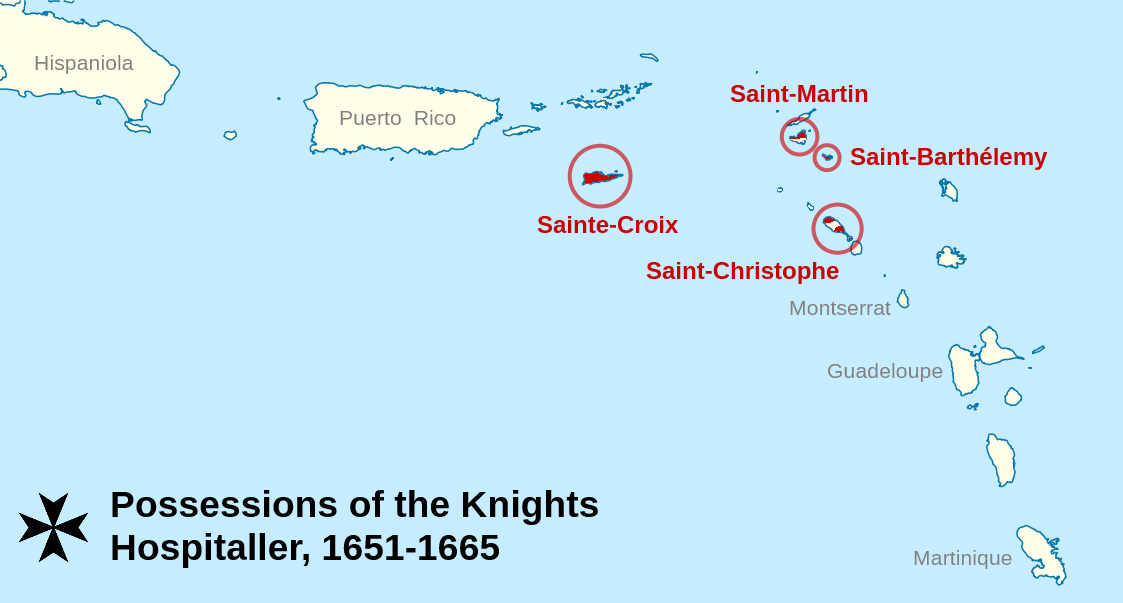
カリブ海の聖ヨハネ騎士団植民地

1639年、ポワンシーはフランスのアメリカ諸島会社から派遣された総督としてセントクリストファー島に赴任した。まもなく、彼はルイ14世により全カリブ海の植民地を任地とする中将に任じられた。ここでポワンシーは、島での建物建設に大規模な投資をした。さらに周辺の島々にもフランスの領土を広げ、1648年にはヨーロッパ人として初めてサン・バルテルミー島に植民地を建設した。この年、ポワンシーはセント・マーチン島の小さなフランス入植地に300人の入植者を派遣し、管理下に置いた。ここで彼はオランダとコンコルディア条約を結び、現在に至るまで残るセント・マーチン島の仏蘭分割線を画定した。1650/1年にはセント・クロイ島にも入植地を建設した。
さらにポワンシーは、衰退に向かっていたアメリカ諸島会社とも対立し、自分の支配下に置いた島々において自ら絶対的な支配者としての立場を確立していった。彼はカトリックの騎士団員でありながら、島々にいるイギリス人、オランダ人、ユグノーら新教徒と親しく交際したり、洗礼を受けた奴隷の息子を解放することを拒んだりしたため、カプチン・フランシスコ修道会の宣教師と衝突している。ポワンシーの諸島統治は過酷な部分があり、各地で彼に対する抵抗が起きた。さらに彼はヨーロッパにある騎士団のコマンドリーからの収入を着服し、島での豪勢な暮らしにつぎ込んだため、騎士団からも不興を買っていた。ついにアメリカ諸島会社は、フランス王の命令でポワンシーをフランス本土に召喚し、ブルゴーニュ出身の紳士Noëlle Patrocles de Thoisyを後任に充てようとした。しかしポワンシーは承諾せず、Thoisyは捕らえられて鎖に繋がれたうえでフランスへ送還された。

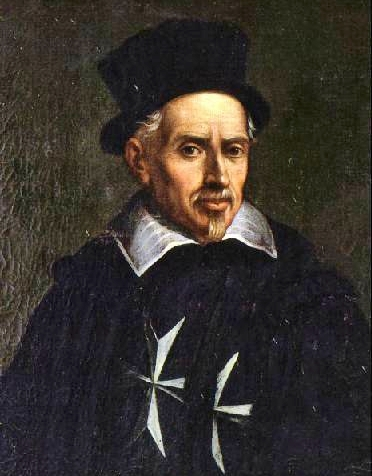
聖ヨハネ騎士団総長ジョヴァンニ・パオロ・ラスカリス

1649年、ポワンシーは自分の地位を守るため、聖ヨハネ騎士団に諸島を購入するよう持ち掛けた。すでにアメリカ諸島会社は衰退著しく、ポワンシーは会社の弱さと自らの優位を力で示したのである。しかも当時、フランス宰相ジュール・マザランは三十年戦争を終結させるためのヴェストファーレン条約締結のため忙殺されており、植民地政策に注意を向ける余裕が無かった。  1651年、アメリカ諸島会社が解散し、その植民地開発の特権が各方面に売却された。マルティニーク、グアドループなど、個人に売り渡された島もあった。
ラスカリスの承認のもと、マルタ騎士団はセントクリストファー島、セント・クロイ島、サン・バルテルミー島、セント・マーチン島を購入した。この売買協定は、フランス宮廷でマルタ騎士団大使ジャック・ド・サブレにより調印された。4島における騎士団の占有権は、2年後にフランスと結びなおした条約で確認された。ルイ14世は4島への宗主権を主張し続けていたが、聖ヨハネ騎士団は聖俗両面で4島の支配を固めていった。一方で聖ヨハネ騎士団には、4島に派遣するのをフランス人騎士に限ること、またフランス王が代替わりするたびに1000エキュ相当の金冠を献上するという条件が課された。

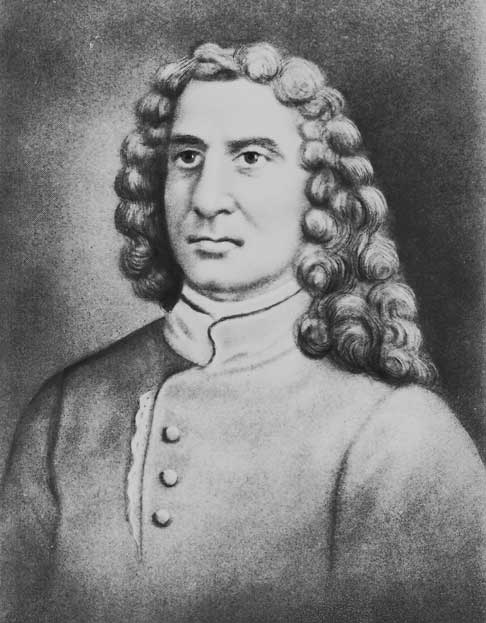
シャルル・ド・モンマニー

聖ヨハネ騎士団の最高評議会は、ポワンシーを引き続き総督の任に従事させる一方で、フランス領時代の前ヌベールフランス総督シャルル・ド・モンマニーをセントクリストファー島に派遣し、ポワンシーを監督しようとした。モンマニーは財務面でポワンシーを補佐することを希望していたが、ポワンシーはあらゆる外部からの介入を拒否し、モンマニーはフランスへ送り返されてしまった。1653年、モンマニーは「副総督」という肩書を与えられ、総長の公式な命を帯びて再び諸島に赴いた。しかしそれでもポワンシーはモンマニーと権力を分け合うことを拒否し、瞬く間にモンマニーの実権を奪ってしまった。モンマニーはセントクリストファー島の農場で暮らしながら、ポワンシー死後の返り咲きを狙っていた。しかし1657年、モンマニーはポワンシーより先に死去した 。
ポワンシーはフランス領時代と変わらず植民地の開発に力を注いだ。セントクリストファー島には頑強で美しい要塞と、それに付随する教会、道路、病院、そして自身のための大邸宅シャトー・ド・ラ・モンターニュを建てた。一方で、首都バセテールの外では、騎士団政庁の支配力は不確かなものであった。サン・バルテルミー島の入植者は原住民カリブ族の襲撃に遭い、生き残った者は入植地を放棄して島を去った。そこでポワンシーは30人の入植団を改めてサン・バルテルミー島に送った。1664年までに、その数は100人にまで増えた。1657年、セント・クロイ島で反乱が起き、聖ヨハネ騎士団による支配が覆される事件が起きた。ポワンシーは新たな総督を派遣して反乱を鎮圧し、要塞や修道院を建てた後、島の森のほとんどを伐採してプランテーション農園にしてしまった。
モンマニーの死後、聖ヨハネ騎士団は2人の副総督を派遣した。そのうちの一人がシャルル・ド・サルだった。彼はサヴォイアの聖人フランシスコ・サレジオの甥で、カリブ海植民地でも入植者たちの人望を集めた。ポワンシーは1660年に死去したが、その直前にイギリスやセントクリストファー島のカリブ族との和平を取りまとめた。ただ、この平和は長くは続かなかった。2代目の総督には、シャルル・ド・サルが就任した。

## フランスへの返還
1660年代前半までに、聖ヨハネ騎士団では植民地から想定していたような収益が上がらないことに対する不満が高まっていた。しかも4島をフランスから購入した際の12万エキュはまだ払い終わっていなかった。最終的に、マルタ島の評議会で4島をフランスへ払い戻すことが決まった。この頃ルイ14世のもとでフランス政界の実権を握っていた財務総監ジャン＝バティスト・コルベールは、マザランよりも植民地経営に積極的だったため、もとより騎士団に4島を返還するよう圧力をかけていた。1665年、聖ヨハネ騎士団は正式に植民地の4島をフランスに売却した。フランスは、この植民地に新たに西インド会社を設立した。

## 第二次英蘭戦争
フランスに4島の管轄権が戻った後も、総督シャルル・ド・サルをはじめ多くの聖ヨハネ騎士団員が留任することになった。1666年、第二次英蘭戦争でフランスがオランダ側で参戦したことにより、セントクリストファー島でも島を分割してきたフランス陣営とイギリス陣営の間で戦闘が勃発した。シャルル・ド・サルは戦死したものの、島での戦争はフランス陣営が勝利をおさめ、イギリス植民地地域を制圧した。その後、聖ヨハネ騎士団員で副総督だったクロード・ド・ルー・ド・サン＝ローランがセントクリストファー全島の総督となった。

## セントクリストファー島総督を務めた聖ヨハネ騎士団員
- フィリップ・ド・ロンヴィレール・ド・ポワンシー 1651年–1660年 (アメリカ諸島会社のもとでの総督 1639-)
- シャルル・ド・サル, 1660年–1665年 (フランス西インド会社のもとでの総督 -1666年)
- クロード・ド・ルー・ド・サン＝ローラン (フランス西インド会社のもとでの総督 1666年–89年)

## その後と遺産

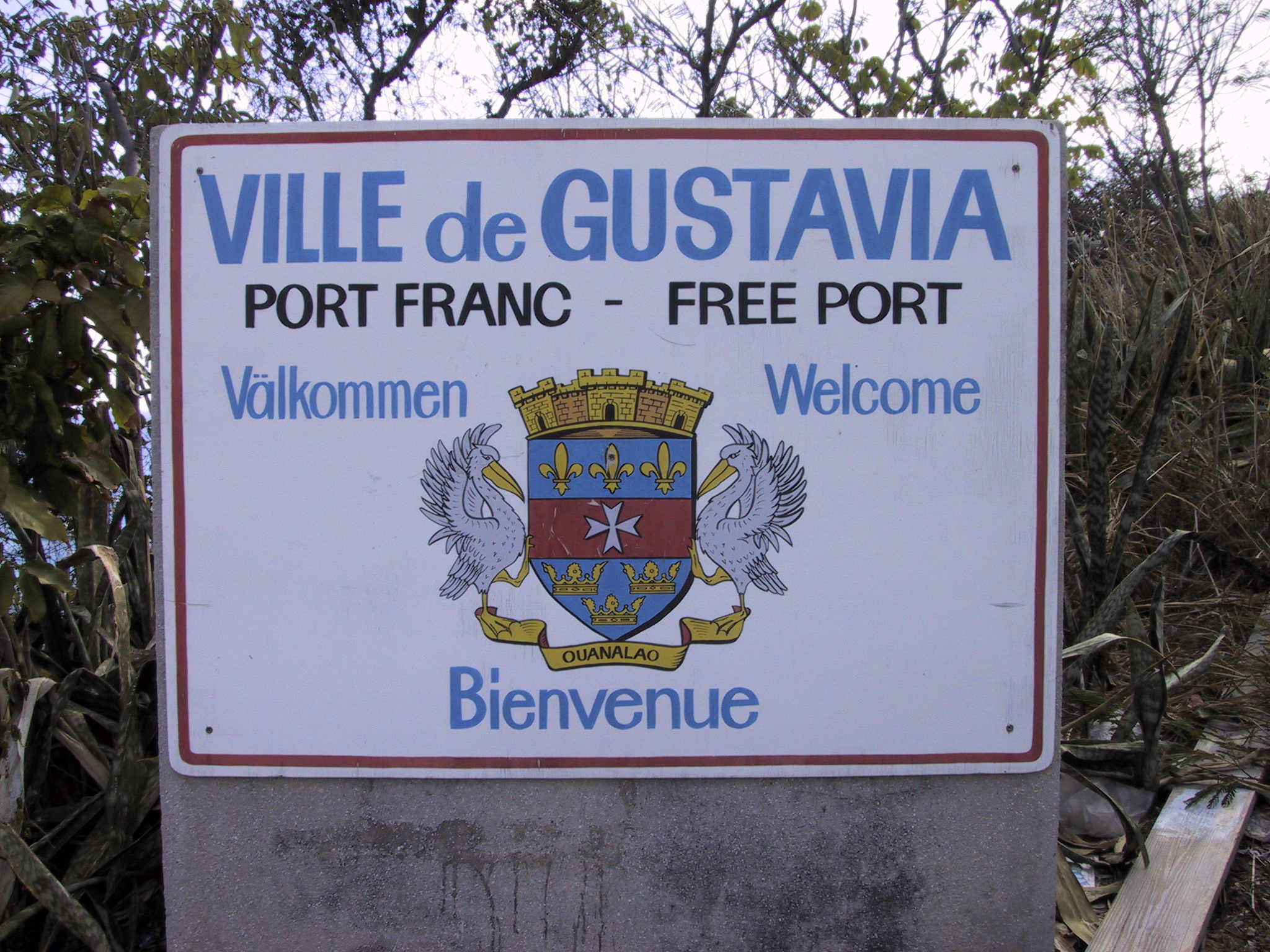
サン・バルテルミーの紋章。中央に聖ヨハネ騎士団のマルタ十字があしらわれている。

マルタ騎士団は、上述の4島のほかに植民地を持つことはなかった。しかしマルタ騎士団員は、その後もフランス海軍や海外植民地で活躍し続けた。18世紀初頭のミシシッピ計画にも、数名の騎士団員が関わっていた。またフランス貴族でマルタ騎士団員でもあったエティエンヌ＝フランソワ・テュルゴーがギアナにマルタ人を入植させようとしたが、失敗に終わっている。
4島でのマルタ騎士団による支配は短いものだったが、今でもその記憶が残されている。セントクリストファー島では、ポワンシーの豪勢な邸宅と、騎士団のエンブレムをつけた召使たちの壮観が語り継がれている。セント・クロイ島では、島の歴史を語るうえで、聖ヨハネ騎士団をはじめ島を支配してきた7つの欧米諸国をまとめた「7つの旗」という言葉が頻出する。サン・バルテルミー島では、その紋章のフェスにマルタ十字があしらわれ、騎士団による統治の時代を現代に伝えている。